# Robotik und Mechatronik Zentrum

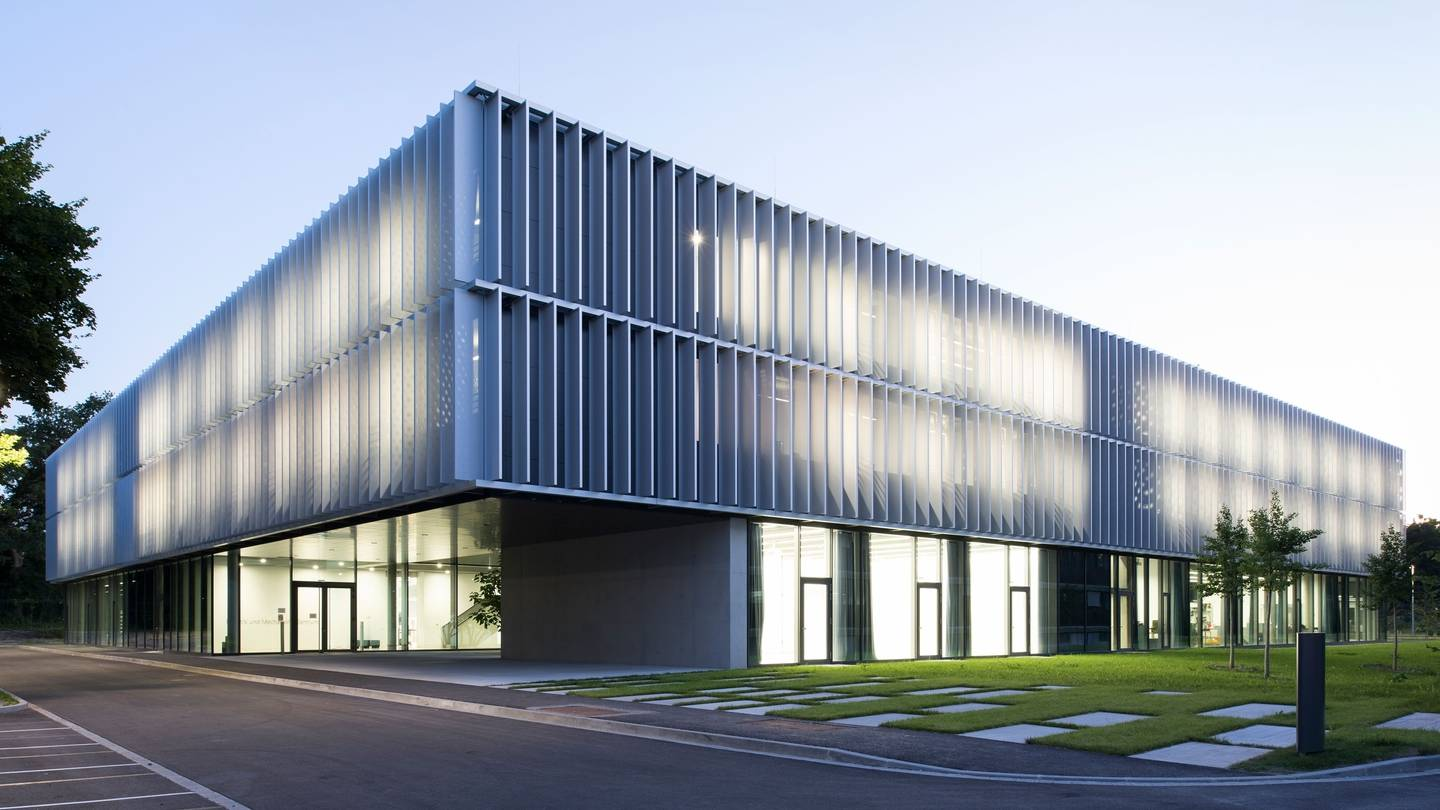
RMC-Gebäude in Oberpfaffenhofen

Das Cluster Robotik und Mechatronik Zentrum (RMC) ist ein Kompetenzzentrum des Deutschen Zentrums für Luft- und Raumfahrt (DLR) für die Forschung und Entwicklung auf den Gebieten der Robotik, der Mechatronik und der optischen Systeme. Die fachliche Basis des RMC liegt im interdisziplinären Entwurf, der rechnergestützten Optimierung und Simulation, des Aufbaus komplexer, mechatronischer Systeme und Mensch-Maschine-Schnittstellen sowie deren Regelung und intelligenten Programmierung.

## Struktur
Das Robotik und Mechatronik Zentrum ist ein Cluster bestehend aus drei Instituten in Oberpfaffenhofen und Berlin-Adlershof:
- Institut für Robotik und Mechatronik (Institutsdirektor Alin Albu-Schäffer)
- Institut für Systemdynamik und Regelungstechnik (Institutsdirektor Johann Bals)
- Institut für Optische Sensorsysteme (Institutsdirektor Heinz-Wilhelm Hübers)